# Zespół dworski Prochownia w Nawojowej Górze
Zespół dworski Prochownia (Willa Domańskich) – zespół dworski w Nawojowej Górze w gminie Krzeszowice w województwie małopolskim, składający się z dworu murowanego z XVIII w., (przebudowanego w 1925); z domku ogrodnika; stajni z wozownią (murowane w 1925) oraz parku krajobrazowego z XIX/XX w. 

## Historia
Dawna prochownia na przeł. XVIII i XIX w. uległa zniszczeniu na skutek wybuchu. Dwór został odbudowany. Od 1826 czynsz za nią płacił prochownik Rotermund. W 1916 zakupił go Napoleon Nikodem Cybulski, który po trzech latach zmarł. Dwór posiadał mury o grubości ponad 70 cm i stromy gontowy dach. W 1921 właścicielka dworu Toroszewiczowa zamieniła go z Domańskimi na dwór w Zarzycach Wielkich. W 1924 parterowy dwór strawił pożar. Obecny wygląd zawdzięcza przebudowie w 1925, którego dokonał ówczesny właściciel Karol Gustaw Domański, inżynier górnik pracujący przy budowie fabryki gazów technicznych w Trzebini. Na jego zlecenie architekt Leon Wilmann zaprojektował gruntowną przebudowę dworu. Szkice renesansowych wilii zrobiono we Włoszech. Po powstaniu warszawskim w willi zamieszkali wysiedleńcy ze stolicy, przywiezieni przez nazistów. Sołtys wsi nakazał ich umieścić w salonie.
Aktualnie willa posiada dwóch odrębnych właścicieli. Jedno z bezdzietnego rodzeństwa Domańskich, w 2003 sprzedało swój udział rodzinie z Krakowa, a drugie, Danuta z Domańskich Lubelska, podarowała swoją część Stowarzyszeniu Miłośników Ziemi Krzeszowickiej w Krzeszowicach, do którego należy parter od wejścia po hiszpańskich schodach (część zachodnia). Prywatni właściciele mają główne wejście z holem (część wschodnia) oraz pokój z balkonem na piętrze (nad hiszpańskimi schodami). 
Wieża po lewej stronie jest zamieszkana przez potomków lokatorów dokwaterowanych przez władze państwowe PRL w latach 50. XX w., którzy zajęli wówczas wszystkie pokoje i zdewastowali dwór. Domańscy ulokowali się tylko w jednym pokoju, a za kuchnię służyła łazienka. W kolejnych latach odzyskali większość pomieszczeń.

## Opis
Dwór założony została na planie zbliżonym do prostokąta, z wieżą od strony zachodniej oraz ryzalitami od strony fasady południowej. Po wschodniej stronie willi zachowane są budynki stajni i wozowni, ozdobione attyką. Obok tzw. dom ogrodnika rośnie dąb. Od zachodu zamyka ogród aleja dojazdowa (ul. Prochownia), od strony wschodniej rozciąga się sad. Od strony południowej, przed frontem dworu, na linii dawnego podjazdu, rozciąga się trawnik, oddzielony od wyższego (południowego tarasu) kamiennym murkiem z balustradą ozdobioną postumentami z wazonami. Ogród na niższym tarasie podzielony jest na kwatery. Teren graniczy od południa z DK 79, a od północy z terenem przy rzece Krzeszówka.

## Wyposażenie
- dwubiegowe murowane schody prowadzące na taras,
- wykusze na obu narożach w postaci wieżyczek,
- wieża na krańcu zachodnim,
- lwowskie meble, konsole i lustra,
- komplet sypialniany inspirowany motywami egipskimi, m.in. szafa, łoże, karnisze, nogi stołków w kształcie trąb słoni.
- kuchnia w stylu zakopiańskim zaprojektowana przez Stanisława Witkiewicza